# Poorstacy
Poorstacy (* 15. März 1999 in Palm Springs, Florida; bürgerlich: Carlito Junior Milfort) ist ein US-amerikanischer Rapper und Songwriter. 

## Werdegang
Milfort ist der Sohn eines Multiinstrumentalisten. Sein Vater brachte ihm schon früh das Gitarre spielen bei. Durch das Videospiel Guitar Hero wollte er Musiker werden. Bereits mit 13 Jahren spielte Milfort in einer Band. Nach der neunten Klasse verließ er die High School, um sich auf seine Musikkarriere zu konzentrieren. Sein Künstlername Poorstacy bezieht sich auf den Skateboarder Stacy Peralta. Zuvor verwendete Milfort die Künstlernamen Vizion und Lito Xantana. Ende April 2016 lud er mit Visuals sein erstes Lied bei SoundCloud hoch. Nach zahlreichen Konzerten im Süden Floridas wurde Milfort Anfang 2019 vom Plattenlabel 10k Projects unter Vertrag genommen. 
Zusammen mit dem Produzententeam Internet Money nahm er die Debüt-EP I Don’t Care auf, die am 13. September 2019 veröffentlicht wurde. Am 13. März 2020 folgte das erste Album The Breakfast Club. Bei dem Lied I Can’t Sleep hat Iann Dior einen Gastauftritt. Eine Deluxe Edition des Albums mit drei weiteren Titeln erschien am 24. Juli 2020. Unter den Bonustiteln befindet sich mit Choose Life eine Kollaboration mit dem Blink-182-Schlagzeuger Travis Barker. Für den Soundtrack des Films Bill & Ted retten das Universum steuerte Poorstacy das Lied Darkest Night bei. Am 20. September 2020 veröffentlichte Poorstacy die EP I Don’t Rap, die trotz des Titels zwei Rapsongs enthält.
Im Dezember 2020 folgte mit der Single Hills Have Eyes eine weitere Kollaboration mit Travis Barker. Am 8. Oktober 2021 veröffentlichte Poorstacy sein zweites Studioalbum Party at the Cemetery. Bei dem Lied Knife Party ist als Gastsänger Oliver Sykes von der Band Bring Me the Horizon zu hören. Gleichzeitig wurde angekündigt, dass Poorstacy an der für Februar 2022 geplanten Europatournee von Bring Me the Horizon teilnehmen wird und gemeinsam mit A Day to Remember und Lorna Shore im Vorprogramm auftreten wird.

## Stil
Die Musik von Poorstacy wird in der Regel als Emo Rap, manchmal auch als Punk Rap bezeichnet. Milfort wuchs mit Hip-Hop, Metal und Punk auf. Als Haupteinflüsse nennt er XXXTentacion, Billy Idol, The Sisters of Mercy, The Kooks und The Strokes. In den Texten geht es um Themen wie Isolation und Ängste. Für seine Texte lässt sich Milfort von Filmen wie Trainspotting, V for Vendetta oder Rob Zombies Version von Halloween inspirieren.

## Diskografie

### Alben
- 2020: The Breakfast Club
- 2021: Party at the Cemetery

### EPs
- 2019: I Don’t Care (EP)
- 2020: I Don’t Rap (EP)

### Gastauftritte
- 2020: Headspace (Fame on Fire feat. Poorstacy)
- 2022: Stains (De’Wayne feat. Poorstacy)

### Soundtrackbeiträge
- 2020: Darkest Nights (Bill & Ted retten das Universum)